# Iatrosofía

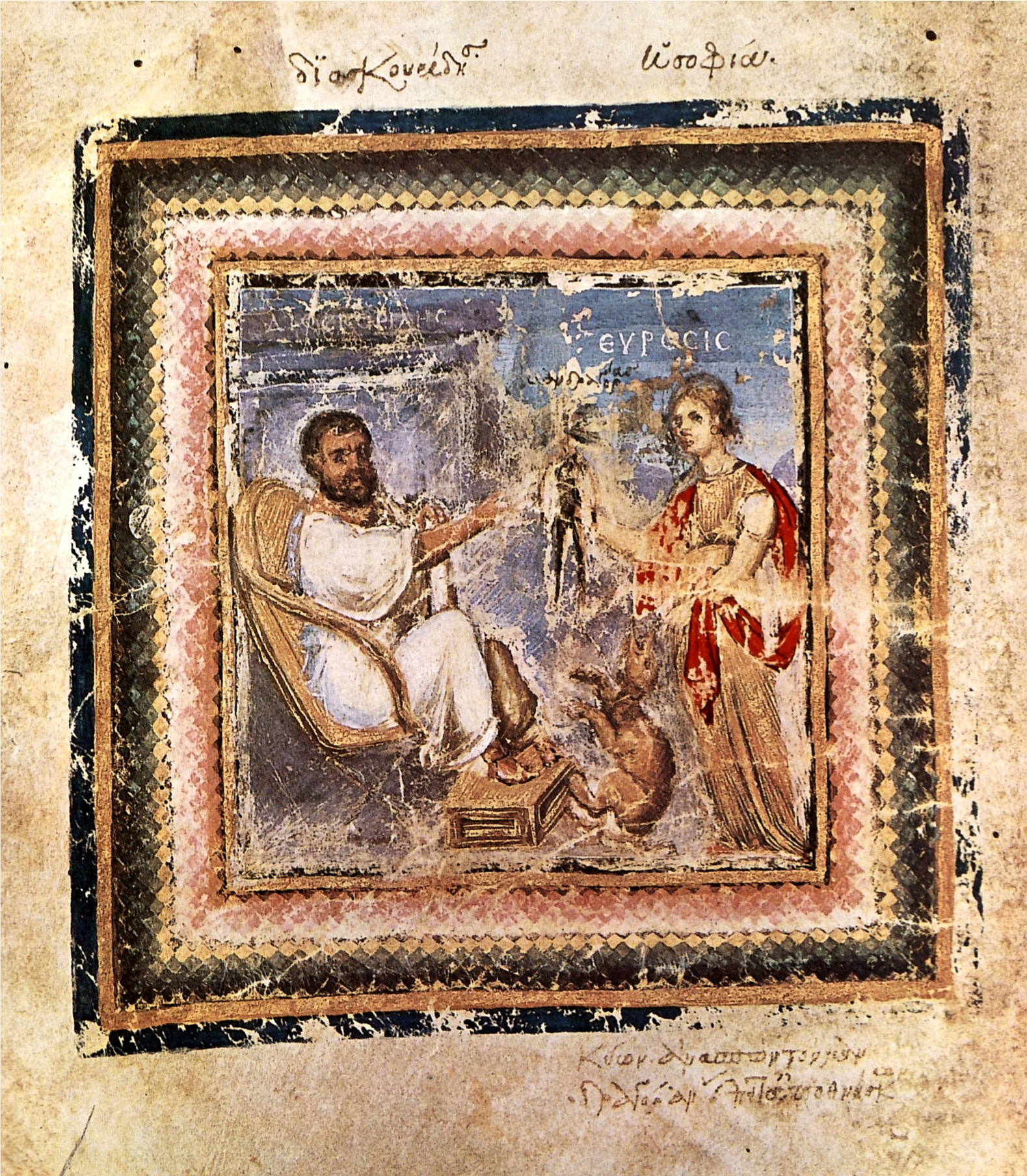
Dioscórides recibe una raíz de mandrágora. Sus enseñanzas fueron las que más influyeron la iatrosofía. Ilustración del manuscrito Dioscórides de Viena.

Iatrosophia (en griego antiguo: ιατρoσóφια, literalmente 'sabiduría médica') es un género de la literatura médica originada en Constantinopla que produjo libros médicos que contenían recetas y recomendaciones terapéuticas. El término también puede referirse a conocimiento médico transmitido oralmente.

## Etimología
El término proviene de las palabras en griego antiguo: ἰᾱτρός, 'doctor' y en griego antiguo: σοϕία, 'conocimiento', y dio origen al término iatrosophista (en griego antiguo: ἰατροσοφιστής, en latín: iatrosophista), que se refiere a un profesor de medicina (en griego antiguo: ἰᾱτρός 'doctor' y en griego antiguo: σοϕιστής 'persona leída').

## Orígenes y desarrollo
Se piensa que el género de la iatrosofía surgió en los hospitales bizantinos cómo compendios que contenía el recetas y recomendaciones terapéuticas. Los primeros ejemplos conocidos sobrevivientes provienen del siglo décimo siendo los más los ejemplos más abundantes los del siglo XV. 
Después de la caída de Constantinopla la tradición iatrosofica se mantuvo en los monasterios y en las zonas grecoparlantes en el imperio otomano hasta su exterminio en el siglo XX. Los textos recogen las enseñanzas de escritores hipocráticos como Dioscórides y Galeno así como escritores posteriores como Oribasius, Aetios of Amida, Alexander de Tralles y Paulus. Aegineta. Esta medicina influiría en la medicina árabe y a partir del siglo X se influiría por ella. No hay que dudar que los escritores de este género actualizaron y adaptaron continuamente sus textos sobre la base de nueva información y experiencia.

## Interpretación moderna
Los historiadores del siglo XIX y XX interpretaron la iatrosofia como una forma degradada de la medicina clásica. Los trabajos recientes han enfatizado que en su contexto histórico eran obras intelectualmente válidas. Algunos investigadores incluso han argumentado que algunas de las recetas en los textos de iatrosophia reflejan una farmacología clínicamente efectiva.
Pocos textos en este género han sido editados o traducidos en periodo renacentista por lo que muchos sobrevivieron en forma de manuscrito. Un estudio que evaluó 700 manuscritos médicos griegos escritos en era otomana encontró que el 45% correspondían al género de la iatrosophia.